# ビル・ポッツ
ビル・ポッツ（Bill Potts）は、イギリスのSFドラマ『ドクター・フー』の登場人物。12代目ドクターのコンパニオンであり、パール・マッキーがシリーズ10『約束』から2017年クリスマススペシャル『戦場と二人のドクター』まで演じた。

## 人物
12代目ドクターが教授として在籍する大学の食堂で働く女性。レズビアンのアフリカ系女性であり、性差別や人種差別に敏感である。女性が蔑ろに扱う考えを前時代的と非難するが、実際に過去の時代の人物がそういった発言をした際には矛を収めている。同性の恋人ヘザーがおり、レズビアンであることはホストマザーには伏せているが、旅先では公言している。人種差別に対してはさらに強い憤りを見せており、逆に自身が青い肌の異星人に対して差別的ともとれる反応をしてしまった際には誤解を解きつつ素直に謝罪している。
母は既に故人となっており、写真でしか見たことのない母に対し強い愛情を持つ。そこに由来する強い精神力を持つ一方で短気であると、12代目ドクターから評価されている。

## 劇中の行動
大学で12代目ドクターの講義に潜り込んでその内容を楽しんでいたところ、彼に目をつけられて個人指導を開始される。同じく講義を受けていた女性ヘザーと出会い親密になるが、ヘザーは大学構内に出現した水たまりに人知れず飲み込まれ、水を全身から滴らせる化け物となってビルの前に姿を現す。ドクターとナードルにより事態は収束するが、この時にターディスで時空を旅し、彼との旅に同行するようになる。
旅を続ける中で真空中に放り出された際、ドクターが自身の宇宙服のヘルメットを貸すことでビルは助けられたが、真空空間に長時間晒された彼が視力を失うきっかけを作ってしまう。彼の視力が回復しない間に地球は僧侶による侵攻を受け、視力を失ったゆえ窮地に陥ったドクターを救うために、彼女は彼の視力と引き換えに僧侶へ地球を譲り渡した。僧侶に支配された地球で彼女は幽閉されていたドクターと合流し、僧侶の洗脳装置に母親への想いを流し込んで僧侶による洗脳を解除し、地球を取り戻した。
それ以降も旅を続けていたが、ブラックホール付近で救難信号を発していた宇宙船に着陸した際に乗組員に撃たれ、胸に風穴を開けて床へ倒れ込んでしまう。宇宙船の最下層からやって来た白ずくめの者たちに体を回収され、最下層でサイバーマンへアップグレードされる。サイバーマンの軍団との戦いで倒れたドクターの前で涙を流し、それを感知したヘザーの手で救出されてヘザーと同等の存在となり、ドクターをターディスに残して彼女とともに宇宙空間へ旅立っていった。
その後は死亡したとみられており、死亡した人間の記憶を管理する組織テスティモニーによってガラスで復元され、12代目ドクターとの再会と初代ドクターとの遭遇を果たす。記憶を保っているため自分をビル・ポッツ本人と主張し、当初はいぶかしんでいた12代目ドクターにも認められ、再生せずに死を選ぼうとしたドクターを引き留めて別れを告げた。

## 反応
シリーズ10のテレビ放送に先駆けて評論家のために先行上映が行われ、ビル・ポッツに関する一般的な評価はまちまちであった。シリーズ10『約束』の放送後、彼女のキャラクターは肯定的に受け止められた。
ラジオ・タイムズのパトリック・マルケンはパール・マッキーに関して「駆け出しのコンパニオンビルの座を即座に勝ち取った」として紹介した。Den of Geek のサイモン・ブリューもまたパール・マッキーの演技のユーモアを褒め、彼女に関して肯定的な意見を表明した。
The A.V. Club の Alasdair Wilkins も、彼女が以前の新シリーズのコンパニオンとは異なるエネルギーを作品にもたらしたと述べ、初登場回を「きちんとした導入」として表現した。彼はまた彼女のキャラクターについて「彼女が同性愛者の黒人かつ労働者階級であることは、番組を楽しんで本質を理解する人の範囲全体を反映する、歓迎されるべきドクター・フーの可能性の新たな段階」とコメントした。
しかしながら、デイリー・テレグラフのキャサリン・ギーは批判的な意見を表明しており、パール・マッキーのプレミアエピソードを「ジェナ・コールマンというカリスマ的な煌めきを失った」とし、ビルについても「ごちゃごちゃしている」と述べた。ただし、パール・マッキーのキャラクターは中流階級ではなかったとして評価している。